# Rafael Yamashiro
Rafael Gustavo Yamashiro Oré (Ica, 25 de junio de 1963) es un administrador de empresas y político peruano. Fue congresista de la República por el departamento de Ica de 2006 a 2011, regidor de Lima de 2015 a 2018 y dirigente del Partido Popular Cristiano de 2011 a 2016, bajo la presidencia de Raúl Castro Stagnaro.

## Biografía
Nació en Ica, el 25 de junio de 1963. Hijo de padre descendiente de familia japonesa, Kenzo Yamashiro Kamimoto, y madre iqueña, Victoria Oré de Romaña.
Estudió Administración de empresas en la Universidad de Lima, comenzando sus estudios en 1981 y culminándolos en 1987. En el 2003 estudiaría Gestión Política en Madrid y Bruselas, y en 2005 culminó sus estudios de Ciencias Políticas en Huancayo.

### Vida laboral
Trabajó en Inmobiliaria Kyodo S.A, Baños Turcos Palace, Sanwa S.A, Logística del Sur S.R.L, Inversiones Kenzo S.R.L., Dirección Regional de Salud de Ica, Maestranza metalmecánica, y en la Dirección de Caja Municipal de Ahorro y Crédito de Ica.

## Vida política
En el 2001 se inició como de Estrategia y Desarrollo del Partido Popular Cristiano, cargo que desempeñaría hasta el 2003. Para las elecciones generales del 2001, fue "Coordinador de Campaña Presidencial (Ica)" de Unidad Nacional. 
Fue candidato a la Alcaldía de Ica en las elecciones del 2002, obteniendo alrededor de 40 mil votos, lo cual significó perder por una diferencia de 1000 votos, así siendo el ganador el candidato de los apristas. En el 2003 sería nombrado secretario regional del departamento de Ica del Partido Popular Cristiano.

### Congresista de la República
En las elecciones del 2006, fue candidato al Congreso de la República representando a su natal Ica. Resultó elegido como miembro de Unidad Nacional, dentro de las filas del Partido Popular Cristiano.
Fue candidato a la tercera vicepresidencia del Congreso para la legislatura 2007-2008, en la lista que fue encabezada por el congresista Javier Bedoya, la cual salió perdedora contra la lista del oficialismo liderada por Luis Gonzales Posada. En la legislatura 2007-2008 fue presidente de la Comisión de Economía.
Fue propuesto como candidato a la Presidencia del Congreso para la legislatura 2008-2009 por la lista de la oposición, contando con el apoyo total de su bancada, el grupo fujimorista, cierto sector de Unión por el Perú y de los nacionalistas. Sin embargo, retiró su candidatura para dar el apoyo a la lista encabezada por la congresista Rosa Florián Cedrón propuesto por los humalistas, que finalmente perdió contra el aprista Luis Alva Castro.
Fue nombrado vicepresidente de la Comisión de Presupuesto. Siendo vicepresidente de la comisión investigadora de los Petroaudios, suscribió el dictamen que exculpó de responsabilidad política e infracciones constitucionales a los entonces ministros Jorge del Castillo, Hernán Garrido Lecca y Carlos Vallejos.
Su bancada lo designó como vocero del grupo parlamentario durante el período legislativo 2009-10. Para el periodo 2010-11 Yamashiro fue nombrado Presidente de la Comisión de Economía en dos oportunidades consecutivas, así siendo el único congresista en la historia en presidir dicha comisión en dos oportunidades seguidas, en la cual pudo promulgar la famosa y utilizada ley creada por su iniciativa llamada “Obras por Impuestos”.

### Actividad posterior
Fue precandidato en las elecciones internas de su partido para formar parte de la fórmula presidencial de la Alianza por el Gran Cambio, liderada por Pedro Pablo Kuczynski. En dicha contienda, fue derrotado por la abogada Marisol Pérez Tello.
Posteriormente, fue elegido Secretario General del PPC bajo la presidencia de Raúl Castro Stagnaro y, en las elecciones municipales del 2014, regidor de Lima para el periodo 2015-2018.
Actualmente se encuentra afiliado al partido Fuerza Popular liderado por Keiko Fujimori.